# Fédération panaméricaine de handball
La Fédération panaméricaine de handball (en espagnol : Federación Panamericana de Handball ou en anglais : Pan-American Team Handball Federation, d'où le sigle PATHF) est l'instance qui regroupe les fédérations de handball d'Amérique. Elle organise les compétitions continentales, comme le Championnat panaméricain masculin et féminin et le championnat panaméricain des clubs. Elle regroupe 27 fédérations nationales.
Le 14 janvier 2018, la Fédération internationale de handball (IHF) a décidé de diviser la Fédération panaméricaine de handball en deux confédérations continentales, : 
- la Confédération d'Amérique du Nord et des Caraïbes
- la Confédération d'Amérique du Sud et centrale.

Cette décision du Conseil de l'IHF a été prise selon le fait qu'il n'y a aucun signe de développement du handball dans les pays d'Amérique du Nord, d'Amérique centrale et des Caraïbes. Et s'il y a un certain développement au niveau sud-américain, il n'est pas jugé suffisant par rapport aux autres continents comme l'Europe, l'Asie et l'Afrique, en particulier chez les hommes.
La PATHF a fait appel auprès du Tribunal arbitral du sport qui a invalidé la décision de l'IHF sans que l'IHF ne renonce à sa volonté de division. Si le Championnat panaméricain masculin a bien eu lieu en juin 2018, c'est bien le Championnat d'Amérique du Sud et centrale qui a eu lieu en novembre 2018 chez les femmes.

## Anciens membres
| Amérique du Nord et Caraïbes - Barbade - Canada - Cuba - États-Unis - République dominicaine - Groenland - Haïti - Mexique - Porto Rico - Trinité-et-Tobago | Amérique centrale et Amérique du Sud - Argentine - Bolivie - Brésil - Chili - Colombie - Costa Rica - Équateur - Guatemala - Honduras - Nicaragua - Panama - Paraguay - Pérou - Salvador - Uruguay - Venezuela | Non-membres - Antigua-et-Barbuda - Belize - Bahamas - Îles Vierges britanniques - Îles Caïmans - Dominique - Grenade - Saint-Christophe-et-Niévès - Sainte-Lucie - Guyana Membres régionaux - Guyane - Guadeloupe - Martinique |

## Présidents
Liste des anciens présidents de la PATHF:
| Mandat    | Président            |
| --------- | -------------------- |
| 1977-1980 | Peter Buehning       |
| 1980-1984 | Walter Shwedhelm     |
| 1984-1987 | Andy Meszey          |
| 1987-1996 | Peter Buehning       |
| 1996-2012 | Manoel Luiz Oliveira |
| 2012-2018 | Mario Moccia         |